# Thyrocopa elikapekae
Thyrocopa elikapekae là một loài bướm đêm thuộc họ Oecophoridae. Nó là loài đặc hữu của Kauai.
Chiều dài cánh trước là 9–12 mm. Con trưởng thành bay từ at least tháng 4 đến tháng 10. 